# Людвіґ Вільгельм Маурер
Людвіґ Вільгельм Маурер (нім. Ludwig Wilhelm Maurer; іноді також Луї Маурер, фр. Louis Maurer; 8 лютого 1789, Потсдам — 25 жовтня 1878, Санкт-Петербург) — німецький скрипаль, диригент і композитор.

## Життя та творчість
Учень Фрідріха Вільгельма Хаака. Концертував з 14-річного віку. У 1806 році відправився на гастролі в Кенігсберг і Ригу, а звідти в Москву, де за рекомендацією П'єра Байо став диригентом в оркестрі В. А. Всеволожського. Працював в Росії до 1817 року, поставив в 1815 році в Петербурзі свою першу одноактну оперу «Новий Париж». У 1818 році зайняв пост концертмейстера в Ганновері, тут в 1828 поставив свою найбільш відому оперу «Алоїза», яка надалі широко ставилась у всій Європі. Весь цей час Маурер продовжував залишатися популярний в Росії: в 1822 був поставлений водевіль Миколи Хмельницького «Нова витівка, або Театральна битва» з музикою Маурера, Аляб'єва і Верстовського, мав приголовшливий успіх (частково, як вважається, завдяки несподіваному виконання ролей хлопчиків пустунів юними актрисами), в 1829 році Михайло Лермонтов виконував алегро з скрипкового концерту Маурера на річному екзамені в благородному пансіоні.
У 1832 Маурер повернувся в оркестр В. А. Всеволожського, багато концертував — зокрема, в 1834 вперше в Росії виконав скрипковий концерт Бетовена, отримавши захоплений відгук Володимира Одоєвського в «Північної бджолі» (14 березня 1834). У 1835 Маурер став диригентом французького театру в Петербурзі, і через три роки той же Одоєвський (в коментарях до російського перекладу «Історії музики» Стаффорда) відзначав, що всього за рік Мауреру вдалося з малопрофесійного колективу створити оркестр, здатний не тільки акомпанувати спектаклям, але і вести повноцінну концертну діяльність, виконуючи твори Моцарта, Гайдна та інших композиторів.
У 1841 Маурер зайняв посаду інспектора Імператорських театрів. З Санкт-Петербургом була пов'язана вся майбутня кар'єра Маурера. Серед вершин цієї кар'єри — балет «Тінь» (1839), поставлений Філіппо Тальоні з Марією Тальоні в головній партії, і перше російське виконання П'ятої симфонії Бетовена 28 березня 1845 року в рамках представницького ґала-концерту за участю співаків Поліни Віардо, Джованні Батіста Рубіні і Антоніо Тамбуріні, квартету Мюллерів й ряду інших видатних європейських музикантів (за словами все того ж Одоєвського, «такого концерту у нас ще не було!»). У 1850-ті рр. Олександр Сєров назвав Маурера кращим диригентом Санкт-Петербурга. Успіхом користувалися увертюри, симфонії, квартети Маурера, твори скрипкового репертуару, що відрізняються віртуозною технікою, п'єси для духових інструментів; до найбільш помітних творів Маурера відноситься Концертна симфонія для чотирьох скрипок з оркестром, вперше виконана в Парижі в 1838 самим Маурером, Карлом Фрідріхом Мюллером, Людвігом Шпором і його Кассельським асистентом Адольфом Вілі (1794—1845).
Син Маурера Всеволод також став помітним скрипалем; разом з ним й іншим сином, Олександром, віолончелістом, Маурер-старший в 1850—60-ті рр. виступав з камерними концертами.